# Miyazaki
Pour les articles homonymes, voir Miyazaki (homonymie).
Miyazaki (宮崎市, Miyazaki-shi) est une ville située dans la préfecture de Miyazaki, dont elle est la capitale, au Japon.

## Géographie

### Situation
La ville de Miyazaki est située dans le sud de la plaine de Miyazaki, dans la préfecture de Miyazaki, dont elle est la capitale, sur l'île de Kyūshū, au Japon.

### Démographie
En 2018, la ville de Miyazaki comptait 398 841 habitants répartis sur une superficie de 644,6 km2 (densité de population de 619 hab./km2).

### Topographie
Le plateau de Kouseki occupe une grande partie du territoire de Miyazaki.

### Hydrographie
Miyazaki est traversée par le fleuve Hitotsuse et, en son centre, par le fleuve Ōyodo.

### Climat
La température moyenne de Miyazaki est de 18 °C, les précipitations annuelles varient de 2 000 à 3 000 mm.
De la fin du mois de mars jusqu'au mois d'avril, le temps est très doux grâce à l'influence de l'océan Pacifique. De fin mai à début juillet, la ville est en pleine saison des pluies, cela peut causer des dégâts lors de fortes précipitations et d'inondation. À partir de septembre, la saison des typhons commence. Venant du sud, ils provoquent de fortes précipitations. À partir de novembre, la température se rafraîchit. En hiver, le vent d'ouest chasse les nuages, les pluies sont donc rares.
| Mois                                             | jan.      | fév.      | mars      | avril     | mai       | juin      | jui.      | août      | sep.      | oct.      | nov.      | déc.      | année           |
| ------------------------------------------------ | --------- | --------- | --------- | --------- | --------- | --------- | --------- | --------- | --------- | --------- | --------- | --------- | --------------- |
| Température minimale moyenne (°C)                | 3         | 4         | 7,4       | 11,7      | 16,3      | 20,1      | 24,1      | 24,5      | 21,4      | 15,8      | 10,1      | 5         | 13,6            |
| Température moyenne (°C)                         | 7,8       | 8,9       | 12,1      | 16,4      | 20,3      | 23,2      | 27,3      | 27,6      | 24,7      | 20        | 14,7      | 9,7       | 17,7            |
| Température maximale moyenne (°C)                | 13        | 14,1      | 17        | 21,1      | 24,6      | 26,7      | 31,3      | 31,6      | 28,5      | 24,7      | 19,8      | 15        | 22,3            |
| Record de froid (°C) date du record              | −7,5 1904 | −6,6 1929 | −4,1 1925 | −1,5 1916 | 3,1 1894  | 9,2 1926  | 16 1913   | 16,4 1915 | 9,7 1965  | 2,6 1942  | −2,7 1908 | −7,2 1917 | −7,5 1904       |
| Record de chaleur (°C) date du record            | 25,1 1950 | 25,4 1930 | 28,1 1945 | 31,7 2005 | 34,3 2007 | 36,2 1934 | 37,7 2013 | 38 1966   | 36,9 1947 | 32,7 2007 | 30,3 2000 | 25 1890   | 38 1966 et 2013 |
| Ensoleillement (h)                               | 192,6     | 170,8     | 185,6     | 186       | 179,7     | 119,4     | 198       | 208,6     | 156,5     | 173,6     | 167       | 183,9     | 2 121,7         |
| Précipitations (mm)                              | 72,7      | 95,8      | 155,7     | 194,5     | 227,6     | 516,3     | 339,3     | 275,5     | 370,9     | 196,7     | 105,7     | 74,9      | 2 625,5         |
| dont neige (cm)                                  | 0         | 0         | 0         | 0         | 0         | 0         | 0         | 0         | 0         | 0         | 0         | 0         | 0               |
| Nombre de jours avec précipitations              | 5,7       | 7,3       | 10,3      | 10        | 10,5      | 16,3      | 11,7      | 12,3      | 12,6      | 8,3       | 7,3       | 5,1       | 117,5           |
| dont nombre de jours avec précipitations ≥ 10 mm | 2,4       | 3,5       | 5,6       | 5,4       | 6         | 10,7      | 6,9       | 6,3       | 7,1       | 4,3       | 2,8       | 2,3       | 63,2            |
| Humidité relative (%)                            | 66        | 67        | 68        | 70        | 74        | 82        | 78        | 80        | 80        | 76        | 74        | 69        | 74              |
| Nombre de jours avec neige                       | 0         | 0         | 0         | 0         | 0         | 0         | 0         | 0         | 0         | 0         | 0         | 0         | 0               |

| Diagramme climatique                                  |           |            |               |               |               |               |               |               |               |               |         |
| J                                                     | F         | M          | A             | M             | J             | J             | A             | S             | O             | N             | D       |
| 13372,7                                               | 14,1495,8 | 177,4155,7 | 21,111,7194,5 | 24,616,3227,6 | 26,720,1516,3 | 31,324,1339,3 | 31,624,5275,5 | 28,521,4370,9 | 24,715,8196,7 | 19,810,1105,7 | 15574,9 |
| Moyennes : • Temp. maxi et mini °C • Précipitation mm |           |            |               |               |               |               |               |               |               |               |         |

## Histoire

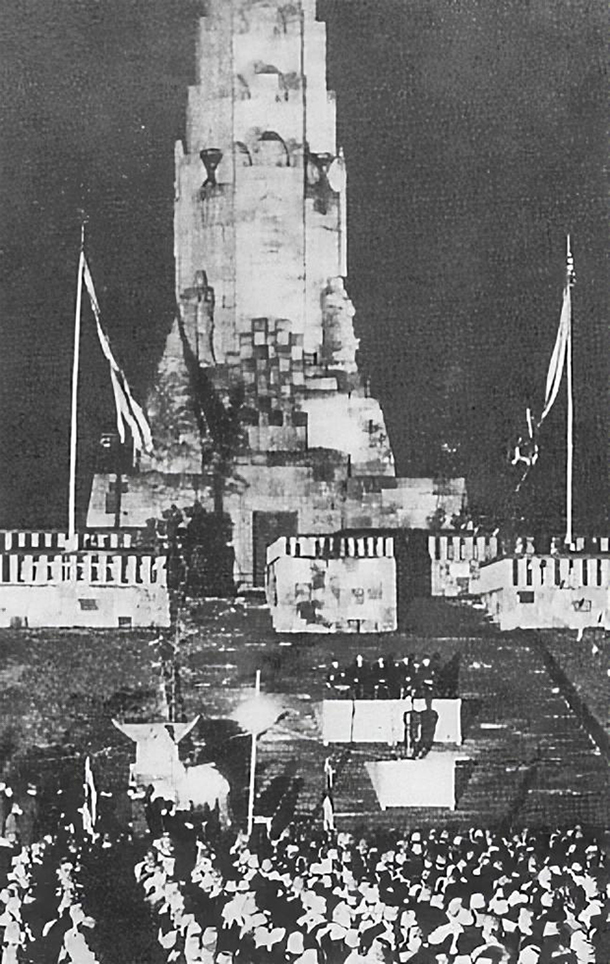
Inauguration du monument au Hakkō ichiu, le 25 novembre 1940, avec le terme calligraphié par le prince Yasuhito Chichibu gravé sur sa face.

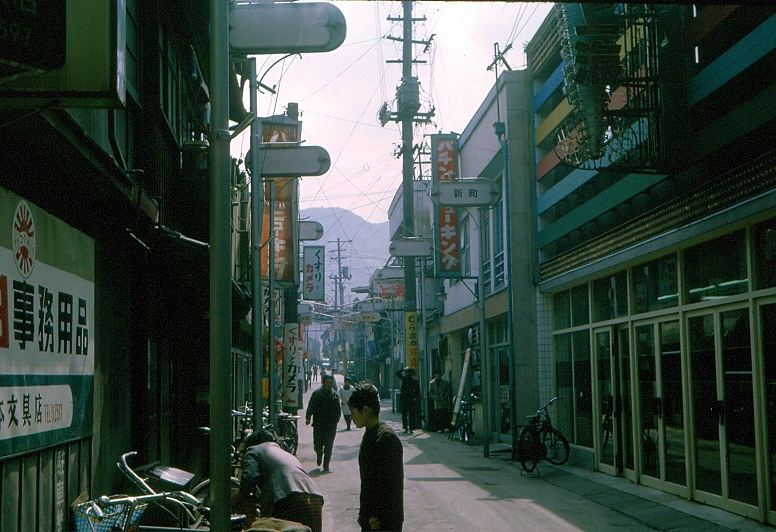
Rue de Miyazaki en 1965.

La ville de Miyazaki a été fondée le 1er avril 1924. En 1940, le gouvernement Shōwa a inauguré dans cette ville la tour du Hakkō ichiu symbolisant le droit divin de l'empire du Japon à dominer l'Extrême-Orient et construite sur le site attribué par la légende au palais de l'empereur Jinmu.
le 1er janvier 2006, les bourgs de Tano, Sadowara et Takaoka ont fusionné avec Miyazaki.

## Transports
L'aéroport de Miyazaki accueille des vols internationaux comme intérieurs.
La ville est desservie par les lignes de la compagnie JR Kyushu. La gare de Miyazaki est la principale gare de la ville.
Des liaisons maritimes quotidiennes vers la ville de Kobe sont également assurées par la compagnie Miyazaki Car Ferry.

## Urbanisme
La ville de Miyazaki compte un seul gratte-ciel, le Sheraton Grande Ocean Resort haut de 154 m.

## Culture locale et patrimoine

### Patrimoine naturel
- Parc de Heiwadai

## Jumelages
- Kashihara (Japon) depuis le 11 février 1966
- Waukegan (États-Unis) depuis le 3 mai 1990
- Virginia Beach (États-Unis) depuis le 25 mai 1992
- Boeun County (Corée du Sud) depuis le 6 août 1993
- Huludao (Chine) depuis le 16 mai 1994

## Personnalités liées à la municipalité
- Nobuyuki Watanabe, professeur d'aïkido et chiropracteur
- Takaki Kanehiro (1849-1920), médecin
- Yui Asaka (1969-), chanteuse et actrice
- Akiko Higashimura (1975-), mangaka
- Kōsei Inoue (1978-), judoka, champion olympique.
- Jōshirō Maruyama (1993-), judoka, champion du monde.
- Shinzo Koroki (1986-), footballeur
- Sky Brown (2008-), skateboardeuse